# Włoska inwazja na Somali Brytyjskie
Włoska inwazja na Somali Brytyjskie – pierwszy akt kampanii wschodnioafrykańskiej w czasie II wojny światowej. W dniach 3–19 sierpnia 1940 roku siły włoskie i erytrejskie oraz somalijskie oddziały nieregularne z włoskiej części Somalii wkroczyły do Somali Brytyjskiego i pokonały połączony garnizon wojsk Wielkiej Brytanii, Brytyjskiej Wspólnoty Narodów oraz brytyjskich kolonii, wspieranych przez somalijskie siły nieregularne w służbie korony brytyjskiej.

## Tło sytuacyjne

### Africa Orientale Italiana
9 maja 1936 roku włoski dyktator Benito Mussolini ogłosił powstanie Włoskiej Afryki Wschodniej (wł. Africa Orientale Italiana, AOI), utworzonej z połączenia kolonii Erytrei Włoskiej, Somali Włoskiego i Etiopii, podbitej w czasie II wojny włosko-etiopskiej (1935–1936). 10 czerwca 1940 roku Mussolini wypowiedział wojnę Wielkiej Brytanii i Francji, czyniąc siły włoskie w Afryce zagrożeniem dla brytyjskich szlaków zaopatrzeniowych wzdłuż Morza Śródziemnego, Kanału Sueskiego i Morza Czerwonego. Egipt oraz Kanał Sueski były oczywistymi celami włoskich imperialistów, ale w grę wchodziła również inwazja na Somali Francuskie (obecnie Dżibuti) lub Somali Brytyjskie. Mussolini oczekiwał triumfów propagandowych w Sudanie i Brytyjskiej Afryce Wschodniej (Kenii, Tanganice i Ugandzie), ale włoski Sztab Generalny (Comando Supremo) oparł swoje plany strategiczne na założeniu, że nie będzie prowadzić działań ofensywnych na dużą skalę w Afryce Wschodniej aż do 1942 roku; dlatego Regio Esercito (Włoska Armia Królewska) i Regia Aeronautica (Włoskie Królewskie Siły Powietrzne) nie były przygotowane na długą wojnę ani na okupację dużych obszarów Afryki.

### Middle East Command
Brytyjczycy stacjonowali w Egipcie od 1882 roku, ale ich siły zostały znacznie ograniczone przez warunki traktatu anglo-egipskiego z 1936 roku, który zezwalał brytyjskim siłom zbrojnym na zajmowanie tylko ściśle określonych stref w rejonie Kanału Sueskiego i na zachodzie kraju, przy granicy z Libią. Małe siły brytyjskie i Brytyjskiej Wspólnoty Narodów obstawiały Kanał Sueski oraz szlak Morza Czerwonego, co było kluczowe dla komunikacji pomiędzy Wyspami Brytyjskimi a koloniami na Dalekim Wschodzie i z Oceanem Indyjskim. W połowie 1939 roku gen. por. Archibald Wavell stanął na czele nowo utworzonego Dowództwa Bliskiego Wschodu (ang. Middle East Command), odpowiedzialnego za region Morza Śródziemnego i Bliskiego Wschodu. Aż do podpisania francusko-włoskiego rozejmu po upadku Francji włoska 5 Armia w Trypolitanii stawiała czoła siłom francuskim w Tunezji, podczas gdy włoska 10 Armia w Cyrenajce (wschodnia Libia) ścierała się z Brytyjczykami na granicy Egiptu.
Włoska Armia Królewska miała około 215 000 żołnierzy w Libii, podczas gdy Brytyjczycy w Egipcie dysponowali tylko 36 000 żołnierzy, a kolejne 27 500 szkoliło się w Palestynie. Wavell miał do swojej dyspozycji łącznie około 86 000 żołnierzy dla Libii, Iraku, Syrii, Iranu i Afryki Wschodniej. Wiedząc, że granice brytyjskich kolonii są strzeżone tylko przez w przybliżeniu ośmiu ludzi na milę lądową, nowy dowódca doszedł do wniosku, że jedynym wyjściem w tej sytuacji jest strategia obronna, mająca na celu zorganizowanie działań opóźniających na głównych posterunkach wzdłuż granicy w nadziei na rychłe nadejście posiłków z Indii i Dalekiego Wschodu. Dopiero pod koniec października 1940 roku (dwa miesiące po inwazji na Somali) brytyjski minister spraw zagranicznych Anthony Eden zwołał  konferencję w Chartumie z cesarzem Etiopii Haile Selassiem, południowoafrykańskim generałem Janem Smutsem (regionalnym doradcą Winstona Churchilla), Wavellem i wyższymi dowódcami wojskowymi w Afryce Wschodniej, w tym z gen. por. Williamem Plattem i gen. por. Alanem Cunninghamem, na której podjęto decyzję o przyjęciu strategii ofensywnej przeciwko opanowanej przez Włochów Etiopii, w tym użyciu Arbegnoch (etiopskich partyzantów). W listopadzie siły brytyjskie i Wspólnoty Narodów zyskały przewagę wywiadowczą, kiedy deszyfranci z Government Code and Cypher School (GC & CS) w Bletchley Park złamali wysokiej klasy szyfr Włoskiej Armii Królewskiej używany w Afryce Wschodniej. Później tego samego miesiąca szyfr zastępczy dla Regia Aeronautica został złamany przez pracowników Combined Bureau, Middle East (CBME).

### Somali Brytyjskie

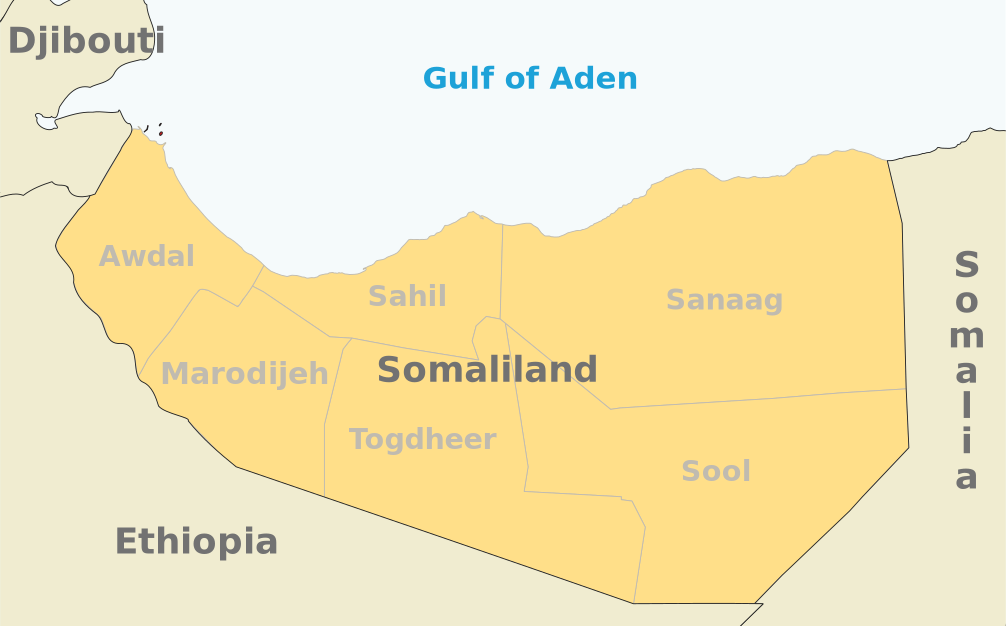
Mapa Somali Brytyjskiego z podziałem na regiony

Brytyjczycy walczyli o północną Somalię przeciwko Państwu Derwiszów przez 20 lat, od 1900 do 1920 roku. W 1910 roku brytyjski garnizon został zmuszony do wycofania się nad wybrzeże i trwał tam aż do końca I wojny światowej, lecz w 1920 roku opór tubylców ostatecznie zakończył się po trzech tygodniach nieustannych ataków brytyjskich wojsk kolonialnych, batalionu Królewskich Strzelców Afrykańskich i samolotów RAF-u. Kolonia miała powierzchnię około 176 119 km² z równiną w głębi lądu sięgającą 97 km od wybrzeża, kończącą się na paśmie górskim o średniej wysokości 1219 m n.p.m.
Surowy klimat dawał niewiele możliwości dla rozwoju rolnictwa, a większość z 320 000 mieszkańców utrzymywała się z hodowli bydła. Berbera, największe miasto i port, otoczone było pustynią i zaroślami; w zimnych porach roku liczyło około 30 000 mieszkańców, spadając do około 15 000 w miesiącach letnich. Port był głównym oknem na świat kolonii, pomimo braku nowoczesnych instalacji portowych, co czyniło go nieodpowiednim dla wojska, ponieważ statki musiały być rozładowywane przez lichtugi kursujące pomiędzy nimi a plażą: opróżnienie statku o ładowności 3000 ton tą metodą zajmowało aż dziesięć dni. Załadunek i rozładunek był całkowicie niemożliwy w okresie od lipca do sierpnia, kiedy wiał silny i gorący wiatr zwany Kharif.

### Somali Francuskie

Włoska Afryka Wschodnia (1938–1941), a także Aden i Somali Brytyjskie oraz Francuskie

Gen. bryg. Paul Legentilhomme, dowódca sił brytyjskich i francuskich w Somali Francuskim utrudniał wykonanie francusko-niemieckiego zawieszenia broni i kontynuował współpracę z Brytyjczykami. 27 lipca Brytyjczycy odkryli, że warunki zawieszenia broni dla Somali Francuskiego to demilitaryzacja kolonii i swobodny dostęp Włochów do portu w mieście Dżibuti oraz francuskiej części kolei do Addis Abeby. Kiedy gubernator Hubert Deschamps zakomunikował, że będzie posłuszny instrukcjom rządu Vichy, Legentilhomme zagroził, że użyje siły, aby go powstrzymać. Natomiast gdy lokalna, włoska komisja rozejmowa próbowała nawiązać z nim kontakt, Legentilhomme zapewnił Kair, że będzie grał na czas, ale spodziewał się ataku Włochów na francuską kolonię.
2. batalion Black Watch został wysłany do Adenu z Egiptu na pokładzie krążownika, gotowy do wzmocnienia Francuzów w walce z ewentualną włoską inwazją, w czasie gdy Legentilhomme udawał przed Włochami nieznajomość warunków zawieszenia broni. Francuski generał odmówił również wjazdu do kolonii nowemu francuskiemu gubernatorowi z ramienia rządu Vichy, gen. Gaëtanowi Germainowi (urzędował od 25 lipca do 7 sierpnia). 19 lipca dowódcy francuskiej marynarki wojennej i sił powietrznych sprzeciwili się Legentilhommowi w Radzie Gubernatora, więc aby uniknąć wojny domowej pomiędzy Francuzami, Legentilhomme zdecydował, że przeciwnicy Vichy powinni odejść z Somalii. 5 sierpnia wyjechał do Adenu, pozostawiając Germaineowi możliwość zerwania stosunków z Brytyjczykami. Nie ustępowały włoskie obawy co do możliwości wykorzystania kolonii przez Brytyjczyków jako przyczółka do przyszłej ofensywy na Włoską Afrykę Wschodnią. Germaine został formalnie zastąpiony na stanowisku gubernatora przez Pierre'a Nouailhetasa 7 sierpnia, choć ten drugi przybył z Francji dopiero 2 września.

## Preludium

### Brytyjskie plany obronne

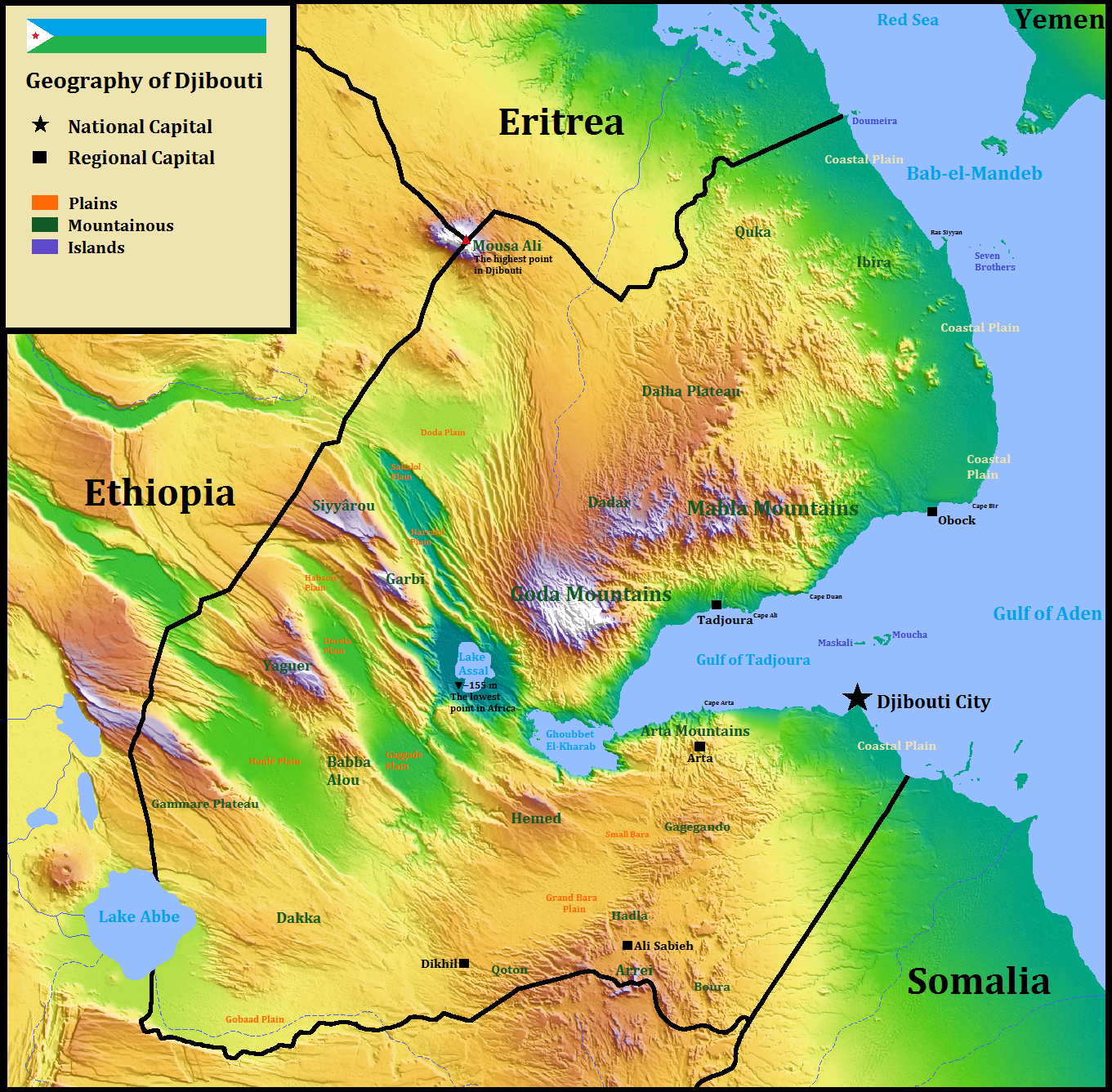
Mapa fizyczna Dżibuti (Somali Francuskiego)

Granice Somali Brytyjskiego miały łącznie 1210 km długości. Po zajęciu Etiopii przez Włochy, tylko 72 km wyznaczały granicę z Somali Francuskim, podczas gdy reszta granic przylegała do włoskich kolonii. Zgodnie z raportem Hornby'ego z 1936 roku, brytyjskie Ministerstwo Wojny nie zamierzało stawiać oporu w Somalii przed ewentualną inwazją. W 1938 roku gubernator Arthur Lawrence wyraził ubolewanie z powodu takiej defetystycznej polityki i zasugerował możliwość zdemilitaryzowania kolonii, opuszczenia jej przez Brytyjczyków lub podjęcia zdecydowanej obrony. Według bryg. Arthura Chatera z Royal Marines, dowódcy Somalijskiego Korpusu Wielbłądziego, nawet niewielkie wzmocnienie sił dałoby miejscowemu garnizonowi środki odpowiednie do odparcia inwazji na kolonię przez dwanaście dni, co wystarczało, aby sprowadzić posiłki z Indii, lecz rozwiązanie to zostało odrzucone. W sierpniu 1939 roku zrewidowano politykę ewakuacyjną według dwóch scenariuszy: jeśli Francuzom uda się obronić Dżibuti, Brytyjczycy wycofają się w jego kierunku, a jeśli Francuzi zostaną pokonani, Brytyjczycy odejdą w góry i będą działać zgodnie z rozwojem sytuacji. Wszystkie ustalenia obronne opierały się na współpracy z Legentilhommem, który miał dowodzić siłami francuskimi, jak i brytyjskimi w obu Somali na czas wojny.
Podczas dziwnej wojny Wavell był niechętny, aby siły brytyjskie przeszły pod dowództwo francuskie, chyba że wdrożono by plan wycofania się do Dżibuti, który dawał Chaterowi więcej dowolności, pod warunkiem, że ten nadal będzie współpracował z Francuzami. Chater chciał przy użyciu garnizonów Hargejsy i Burao prowadzić akcje opóźniające, a następnie wycofać się w kierunku gór. Główna droga do Somali Brytyjskiego z Dżibuti prowadziła przez wzgórza z sześcioma przełęczami wystarczająco szerokimi dla pojazdów kołowych; obie strony zgodziły się, że muszą utrzymać miasta garnizonowe, aby nie oddać ich Włochom i zapewnić bazę do przyszłej kontrofensywy, gdy przybędą posiłki aliantów. W grudniu 1939 roku Brytyjczycy ponownie zmienili zdanie, decydując się na odparcie inwazji i utrzymywanie przynajmniej Berbery tak długo, jak to możliwe, ze względu na imperialny prestiż. Zobowiązania zaciągnięte przed Francuzami doprowadziły ich do podjęcia kosztownych wysiłków ufortyfikowania kolonii, jednak z powodu sporu między Legentilhommem a Paryżem oraz sojuszu brytyjsko-francuskiego przełęcze w Jirreh i Dobo, biegnące równolegle do granicy, pozostały nieufortyfikowane, pomimo pozwolenia na umocnienie granicy ze strony Brytyjczyków.

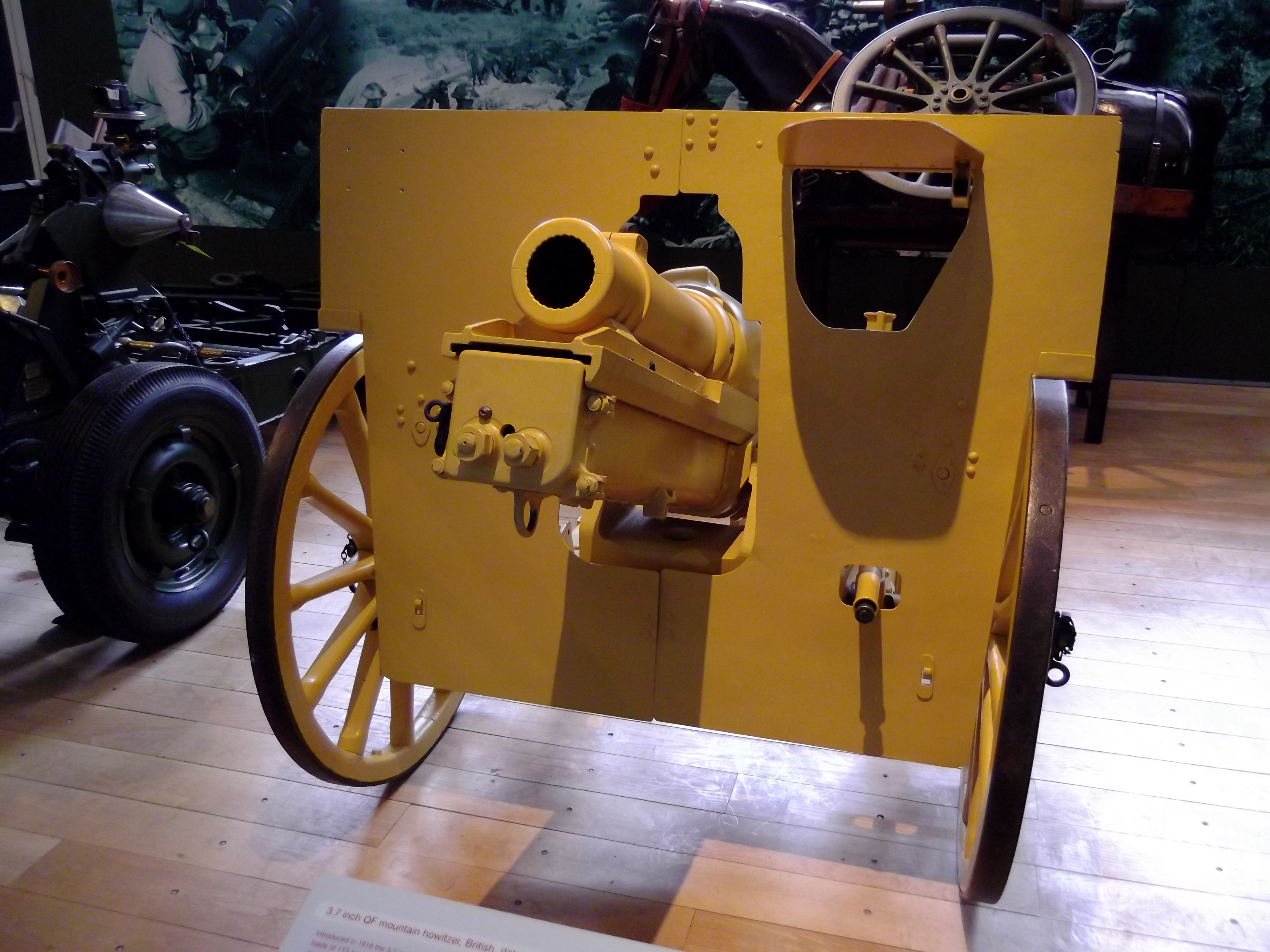
3,7-calowa haubica górska, Królewskie Muzeum Artylerii w Londynie

W 1940 roku 631 żołnierzy Somalijskiego Korpusu Wielbłądziego stacjonowało w pięciu miejscach w kolonii, a w Berberze pracował mały komisariat policji. Korpus miał 29 pojazdów silnikowych, 122 konie i 244 wielbłądy, ale nie posiadał ciężkiej broni, tylko stare belgijskie karabiny jednostrzałowe kalibru 12,1 mm z 1,4 miliona sztuk wątpliwej jakości amunicji oraz pewną liczbę karabinów maszynowych i przeciwpancernych. W lutym rząd brytyjski planował wysłać posiłki w sile 1100 żołnierzy do połowy maja, ale kłótnie finansowe pomiędzy Ministerstwem Wojny a Urzędem Kolonialnym opóźniły przybycie pierwszego batalionu piechoty do 15 maja, a drugiego do 12 lipca. Garnizon Somali Francuskiego został tymczasem poproszony o zablokowanie przełęczy Jirreh i Dobo, lecz brytyjska strategia opierała się na nadziei, że Somali Francuskie będzie bardziej kuszącym celem dla agresorów.

### Brytyjskie przygotowania
Po zawieszeniu broni między Francją i Włochami Chater otrzymał rozkaz zaplanowania ewakuacji, na wypadek gdyby kolonia była nie do utrzymania. Na początku sierpnia garnizon składał się z 1. batalionu Pułku Północnorodezyjskiego, 2. batalionu Królewskich Strzelców Afrykańskich z Nyasalandu, 1. wschodnioafrykańskiej baterii lekkiej (cztery 3,7-calowe działa górskie) z Kenii, 1. batalionu 2 Pułku Pendżabskiego i 3. batalionu 15 Pułku Pendżabskiego z Indii sprowadzonych przez Aden oraz Somalijskiego Korpusu Wielbłądziego, w tym 37 oficerów i podoficerów z Pułku Południoworodezyjskiego; 8 sierpnia przybył 2. batalion Black Watch. Siły te stanowiły wielokulturową zbieraninę, z różnymi zwyczajami i kuchnią, bez odpowiedniej bazy logistycznej ani wspólnej kwatery głównej, prawie bez artylerii, sprzętu transportowego i sygnalizacyjnego, ani lotniska polowego. Samoloty musiały latać z Adenu, będąc jednocześnie zajęte eskortowaniem konwojów morskich i obroną obszaru własnej kolonii; tylko dwa 3-calowe działa przeciwlotnicze 23. baterii Brygady Hongkońskiej i Singapurskiej można było przenieść z Adenu do Somalii.

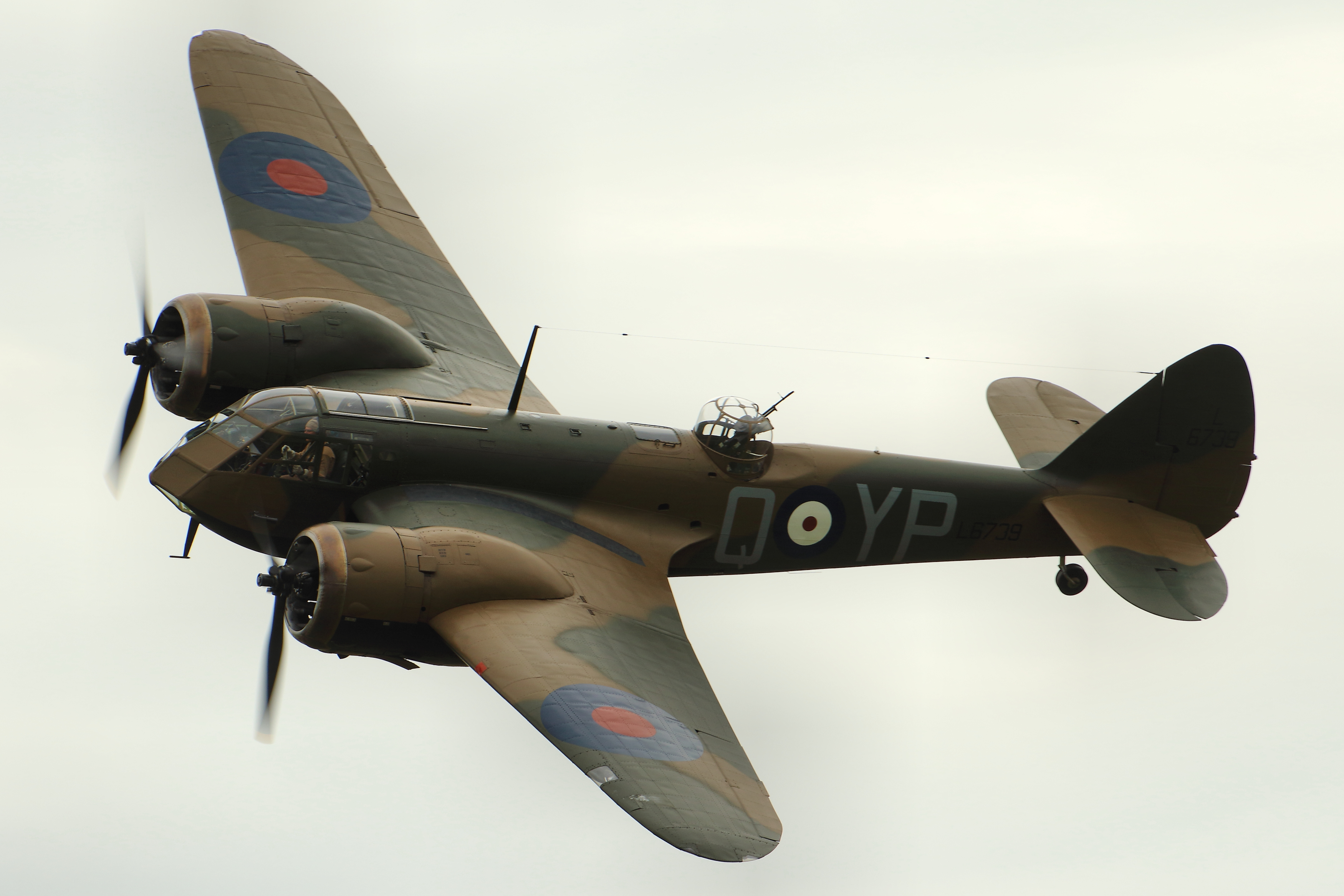
Blenheim Mk I w 2015 roku

Brytyjczycy oczekiwali, że Berbera będzie głównym celem włoskiej inwazji. Granica z Etiopią była jednak zbyt długa, aby jej strzec i nie było na niej odpowiedniego miejsca do obrony, w którym istniały szanse na odparcie spodziewanego natarcia, aż do nadmorskiego miasta Zeila w pobliżu granicy z Somali Francuskim, skąd wiodła trasa na wschód wzdłuż drogi nadbrzeżnej lub przez Hargejsę albo Burao. Góry w głębi lądu były przejezdne dla pojazdów kołowych i gąsienicowych tylko na drogach prowadzących do Hargejsy i Burao, przy czym ta pierwsza była bardziej bezpośrednią drogą przez lukę w Tug Argan. Równina przybrzeżna na północ od wzgórz nie miała żadnej naturalnej pozycji obronnej, na której można było stawić opór przeważającym siłom przeciwnika.
Bryg. Chater obsadził przesmyk Tug Argan dwoma batalionami i artylerią górską, jeden batalion pilnował pozostałych dwóch podejść, a ostatni pozostawał w rezerwie. Kiedy przybył 2. batalion Black Watch, on także przeszedł do rezerwy, a 3/15 Pułk Pendżabski wzmocnił pozycje w Tug Argan. Somalijski Korpus Wielbłądzi działał przed główną linią obrony, aby obserwować i opóźniać najeźdźców, z patrolami policji somalijskiej (Illalo) i żandarmerii, zwykle używanej jako straż graniczna. RAF w Adenie dysponował 8 Dywizjonem (bombowce Bristol Blenheim Mk I plus dwa wolnofrancuskie Martin Marylandy): 11, 39 i 45 Dywizjonem Blenheimów, 203 Dywizjonem (wyposażonym w myśliwskie wersje Blenheimów Mk IVF), 94 Dywizjonem (myśliwce Gloster Gladiator) oraz 223 Dywizjonem (bombowce Vickers Wellesley). 15 sierpnia w walkach uczestniczyły także bombowce Bristol Bombay z 216 Dywizjonu, a sześć Blenheimów Mk IF z 84 Dywizjonu zostało przeniesionych do Adenu już w trakcie bitwy, aby uzupełnić bieżące straty.

### Włoskie plany

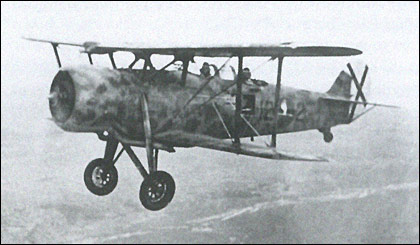
Samolot rozpoznawczy IMAM Ro.37

Włosi pozostali podejrzliwi wobec francuskich zamiarów i nawet po tym, jak Legentilhomme został zastąpiony przez Germaine'a, wciąż obawiali się brytyjskiej inwazji przez Dżibuti. Pomimo rozkazów z Rzymu, aby zachować ostrożność, książę Amedeo d’Aosta chciał zająć Somali Francuskie, uprzedzając Brytyjczyków, przy jednoczesnym natarciu na Berberę w Somali Brytyjskim, aby poprzez inwazję na terytorium brytyjskiej kolonii związać siły przeciwnika i uniemożliwić jego interwencję w Somali Francuskim. Książę Aosty przekazał plan Mussoliniemu 18 czerwca, a w sierpniu otrzymał pozwolenie na inwazję. Czekając na zgodę dyktatora, książę Aosty i jego zastępca, gen. Guglielmo Nasi, zebrali informacje na temat sił przeciwnika i skonkretyzowali cele kampanii. 14 lipca ocenili, że główna bitwa przyszłej inwazji zostanie stoczona na przełęczach Karim i Jerato; gdyby obrońcy nie ustępowali w obliczu ataków frontalnych, wojska włoskie byłyby w stanie je oskrzydlić. Włoskie siły inwazyjne obejmowały pięć brygad kolonialnych, trzy bataliony Czarnych Koszul i pięć Bande (zgrupowań sił nieregularnych), pół kompanii czołgów średnich M11/39, szwadron tankietek L3/35, kilka samochodów pancernych, 21 baterii haubic, artylerię górską i wsparcie lotnicze.

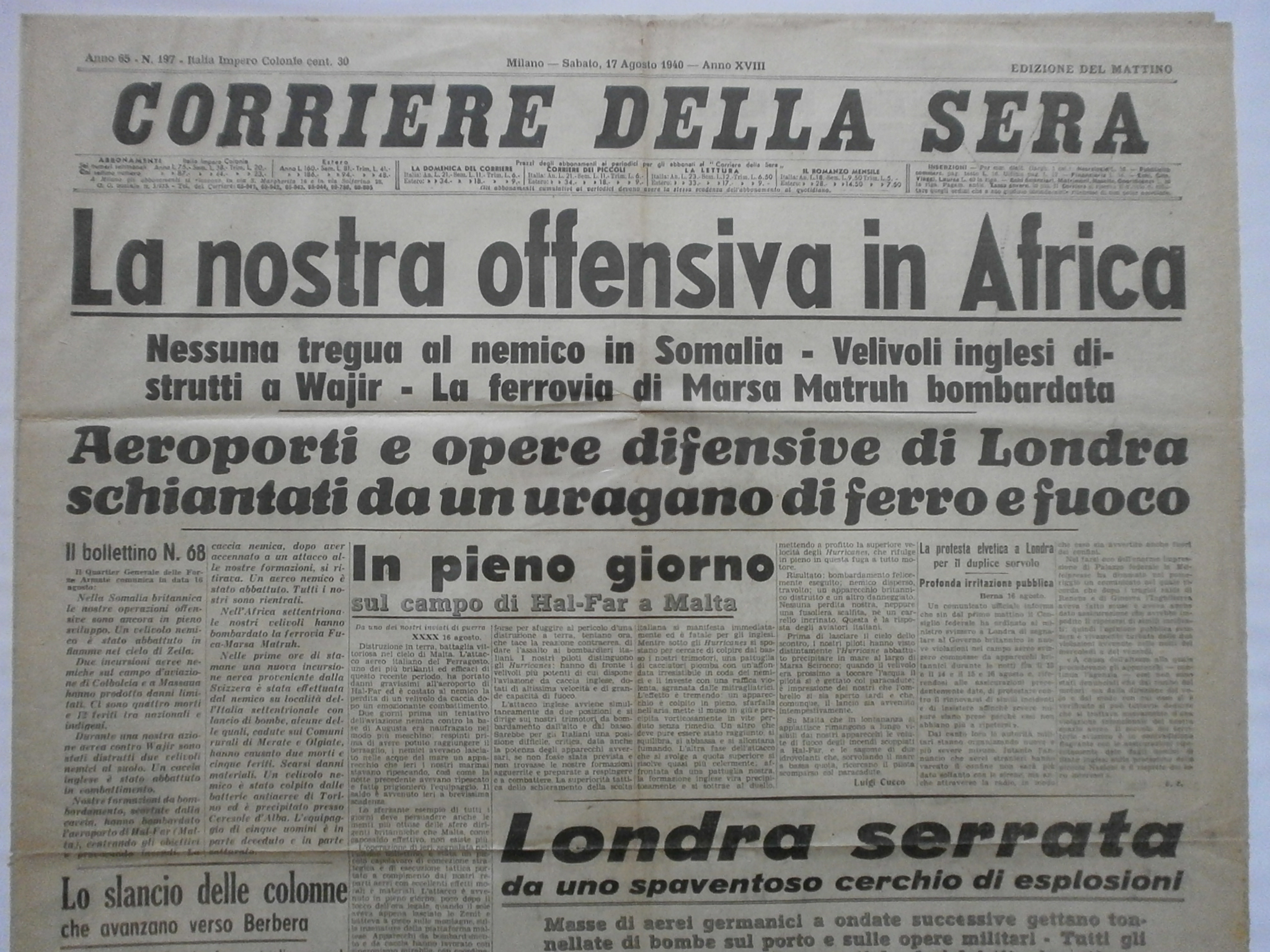
Włoska gazeta „Corriere della Sera” opisująca początek ofensywy w Somali Brytyjskim

Gen. por. Carlo de Simone wydał 25 lipca instrukcje jako dowódca głównej kolumny sił inwazyjnych złożonej z jedenastu afrykańskich batalionów piechoty sformowanych w trzech brygadach, trzech batalionów Czarnych Koszul oraz czołgów i samochodów pancernych. Francuzi i Brytyjczycy mieli zostać powstrzymani przed połączeniem sił i otrzymaniem posiłków, które mogły w przyszłości posłużyć do ataku na Harrar w Etiopii, poprzez pokonanie garnizonu i zajęcie Somali Brytyjskiego. Ponieważ wzgórza Assa, o wysokości ponad 1400 m n.p.m., wznosiły się równolegle do wybrzeża na głębokości około 80 km od brzegu, istniały tylko trzy podejścia do Berbery dla pojazdów kołowych i gąsienicowych możliwe do wykorzystania przez Włochów.
Bezpośrednia trasa z najszerszą przełęczą prowadziła przez Hargejsę; według włoskiego planu zachodnia kolumna miała odciąć Somali Francuskie, a następnie wysłać lekkie siły na wschód wzdłuż wybrzeża. Wschodnia kolumna (gen. bryg. Arturo Bertello) przesunęłaby się wtedy do Odweiny i Burao na południu, osłaniając flankę kolumny centralnej i będąc przygotowaną do połączenia się z nią w razie potrzeby. De Simone, z centralną kolumną, miał przejść przez Hargejsę i Adalek, a następnie przenieść główny ciężar ataku przez przełęcz Mirgo w kierunku Berbery. Zachodnia kolumna (gen. por. Sisto Bertoldi) miała iść w kierunku Zeili, aby zamknąć granicę z Somali Francuskim, a następnie ruszyć na wschód wzdłuż wybrzeża w kierunku Berbery.

## Przebieg działań bojowych

### Przed inwazją

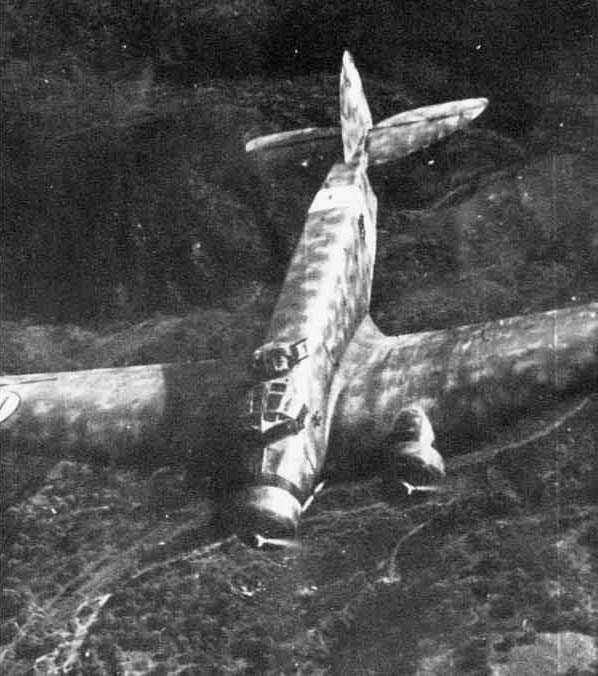
Savoia-Marchetti SM.81

31 lipca włoska 18° Squadriglia przybyła na lotnisko Scelene w pobliżu Dire Dawy z sześcioma bombowcami (wykorzystywanymi także jako samoloty transportowe) Ca.133. 1 sierpnia specjalnie na potrzeby inwazji na Somali Brytyjskie zostało utworzone Comando Tattico dell Settore Aeronautica Ouest (CTSAO, Dowództwo Taktyczne Zachodniego Sektora Lotniczego). Początkowo dysponowało ono 27 bombowcami, 23 myśliwcami i 7 samolotami zwiadowczymi.
Po południu tego dnia trzy bombowce SM.81 zaatakowały brytyjski statek u wybrzeży Zeili, a dwie fale po sześć Blenheimów Mk Is każda z 8 i 39 Dywizjonu, eskortowane przez dwa myśliwskie Blenheimy Mk IVF z 203 Dywizjonu, zbombardowały inne włoskie lotnisko w Chinele, które zostało odkryte rano 1 sierpnia. Blenheimy z pierwszej fali zanurkowały na głębokość 3000 m przez ogień przeciwlotniczy i zrzuciły bomby, po czym zostały zaatakowane przez włoskie myśliwce CR.42 z 410° Squadriglia, które przybyły z Dire Dawy (oddalonej zaledwie o 13 km od Chinele). Gdy nadeszła druga fala sześciu Blenheimów, kpt. Corrado Ricci, dowódca 410° Squadriglia, wystartował swoim CR.32 i zestrzelił jednego z nich. Gdy Blenheimy wracały do bazy nad Zeilą, ich załogi zauważyły bombowce SM.81 atakujące port w Berberze. Trzy myśliwskie Blenheimy przełamały formację i zestrzeliły jeden z włoskich bombowców. Rankiem 2 sierpnia 39 Dywizjon ponownie dokonał nalotu na lotnisko Chinele i został zaatakowany przez CR.42 z 413 Dywizjonu; jeden włoski myśliwiec pilotowany przez kpt. Corrado Santoro został trafiony w silnik przez brytyjskie ciężkie myśliwce i musiał lądować awaryjnie.

### Inwazja

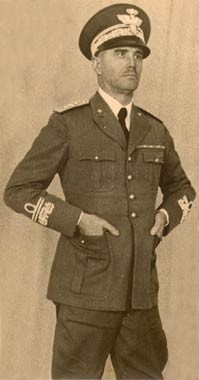
Gen. Guglielmo Nasi

3 sierpnia 1940 roku brytyjski zwiad lotniczy odkrył, że około 400 Włochów przekroczyło granicę w Biyadzie. Gen. Nasi komunikował się z de Simone drogą radiową i za pośrednictwem samolotów łącznikowych. Środkowa kolumna przekroczyła granicę, po czym skierowała się w stronę Hargejsy oraz przesmyku Tug Argan przez wzgórza Assa, zachodnia kolumna zbliżała się do Zeili, a wschodnia kolumna uderzyła zgodnie z planem na wschód w stronę Odweiny. Wcześnie rano 4 sierpnia środkowa kolumna zbliżyła się do Hargejsy, obserwowana przez Somalijski Korpus Wielbłądzi, który atakował włoską kolumnę przy nadarzających się okazjach, aby choć trochę ją opóźnić. Po południu trzy SM.81 zbombardowały Berberę, a Gladiatory z 94 Dywizjonu zaatakowały samolot z włoskiej 15° Squadriglia; ostatecznie dotarł on do Dżidżigi z jednym martwym członkiem załogi i dwoma rannymi. Później 4 sierpnia dwa bombowce SM.79 z 44 Grupy przybyły do bazy w Dire Dawie, a dwa Gladiatory z 94 Dywizjonu w Berberze przeniosły się na prowizoryczne lądowisko pod pasmem Laferug dalej na południe, bliżej Tug Argan. Oba te pasma miały tylko broń indywidualną do obrony. W Berberze znajdowały się co prawda dwa 3-calowe działa przeciwlotnicze, ale były one zarezerwowane do obrony portu. W nocy 216 Dywizjon w Adenie wysłał jednego Bombaya, aby zbombardował Dire Dawę, ale burza z piorunami zmusiła załogę do skierowania się na Zulę.
5 sierpnia, gdy włoskie siły inwazyjne zajęły Hargejsę, stolicę Somali Brytyjskiego, wspierane przez samoloty rozpoznawcze Ro.37bis ze 110° Squadriglia i bombowce SM.79 atakujące Zeilę, Berberę oraz Aden, dwa kolejne SM.79 przybyły z Addis Abeby, a trzy Ca.133 z Doghaburu. Trzy Blenheimy z 8 Dywizjonu dokonały trzech ataków na włoskie kolumny zmotoryzowane na zachód od Hargejsy; jeden Blenheim został zestrzelony przez CR.32 z 410° Squadriglia. Wschodnia kolumna, składająca się głównie z Bande, dotarła 6 sierpnia do Odweiny, a następnie skierowała się na północny zachód w kierunku Adadle, wioski w obszarze Tug Argan, zamiast w kierunku Burao, jak pierwotnie planowano. Somalijski Korpus Wielbłądzi i małe patrole Illalo, somalijskiej policji, przeprowadziły akcje opóźniające, podczas gdy siły brytyjskie i Wspólnoty Narodów wycofywały się w kierunku przesmyku Tug Argan. O godzinie 1:00 w nocy dwanaście włoskich czołgów lekkich posuwających się w jednej linii zostało zaatakowanych przez żołnierzy Somalijskiego Korpusu Wielbłądziego i Pułku Północnorodejzyjskiego; trzy maszyny zostały trafione i obezwładnione przez pociski z karabinów przeciwpancernych Boys. 6 sierpnia Blenheimy z 8 i 39 Dywizjonu kontynuowały loty zwiadowcze i ataki na kolumny włoskie. 8 Dywizjon Blenheimów poniósł straty w wyniku dwunastu ataków myśliwców CR.42; włoscy piloci twierdzili, że jeden bombowiec został zestrzelony, a drugi prawdopodobnie. Po zdobyciu Hargejsy, dwa CR.32 i dwa CR.42 przybyły tam z Dire Dawy 7 sierpnia i niezwłocznie przystąpiły do działań patrolowych; na południu samoloty Ca.133 wykonywały loty bojowe nad linią frontu.

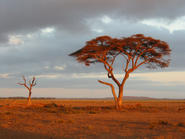
Obszar wsi Burao w 2006 roku

Włosi zatrzymali się w Hargejsie na dwa dni, aby zreorganizować siły, a następnie wznowili marsz przez przełęcz Karim w kierunku Tug Argan. Książę Aosty wezwał do przyspieszenia tempa natarcia, ale gen. Nasi nie chciał tego uczynić, ponieważ droga niszczyła się pod wpływem dużego ruchu i deszczu. Włosi wznowili atak 8 sierpnia. Obrońcy zgłosili obecność włoskich czołgów średnich, dlatego kapitan HMAS „Hobart” podarował im 3-funtowe działo QF Hotchkiss (zwykle służące do oddawania salw honorowych) z trzyosobową załogą i trzydziestoma sztukami amunicji. Dwa Gladiatory w Berberze zostały ostrzelane na ziemi o 6:00 przez trzy włoskie myśliwce; jeden Gladiator został zniszczony, a drugi uszkodzony; kiedy wiadomość o tym dotarła do Laferug, dwa pozostałe Gladiatory skierowano z powrotem do Adenu. Blenheimy Mk IVF z 203 Dywizjonu patrolowały Berberę jako cel drugorzędny, ale właśnie wtedy dwa SM.79 zbombardowały port. Około południa Blenheim zaatakował trzy kolejne SM.79 bombardujące Berberę, uszkadzając jednego z nich i zabijając jednego członka załogi. Trzy SM.81 zaatakowały rano przełęcz Godojere, a trzy Ca.133 zbombardowały przełęcz Kerim. Ro.37bis nadal wykonywały loty rozpoznawcze, patrole odbywały również myśliwce; po jednym CR.32 i CR.42 zostało uszkodzonych w wypadkach lotniczych w rejonie Hargejsy.
Na północy kolumna Bertoldiego zdobyła Zeilę, około 240 km na północny zachód od Berbery, odcinając granicę z Somali Francuskim, a następnie rozpoczęła powolne natarcie w kierunku południowo-wschodnim wzdłuż wybrzeża, pod powtarzającymi się atakami powietrznymi samolotów startujących z Adenu i ostrzałem z morza, spychając straż tylną Somalijskiego Korpusu Wielbłądziego aż do wioski Bulhar do 17 sierpnia. Tuż przed wyjazdem gen. Wavella z Kairu do Londynu na naradę, doniesienia o wielkości sił inwazyjnych skłoniły go do wysłania większości pułku artylerii polowej i dwóch dział przeciwpancernych indyjskiej 4 Dywizji Piechoty z Egiptu do Somali Brytyjskiego w specjalnym konwoju. Armia indyjska została poproszona o zorganizowanie pierwszego rzutu indyjskiej 5 Dywizji Piechoty w sile batalionu piechoty, baterii polowej i kompanii polowej, które miały zostać wysadzone w Berberze. Armaty przeciwlotnicze z Port Saidu również zostały tam skierowane, ale decyzja ta została po cichu odwołana dwa dni później. Do dowodzenia powiększonymi siłami został wyznaczony wyższy stopniem od Chatera gen. mjr Alfred Reade Godwin-Austen, z rozkazami obrony Tug Argan, odparcia włoskiej inwazji i potajemnego przygotowania planu ewakuacji obrońców, jeśli będzie to konieczne. Godwin-Austen dotarł do Berbery 11 lipca i wieczorem objął dowództwo; posiłki były jednak spóźnione i ostatecznie zostały skierowane do Sudanu po zakończeniu inwazji.

### Pozycja Tug Argan

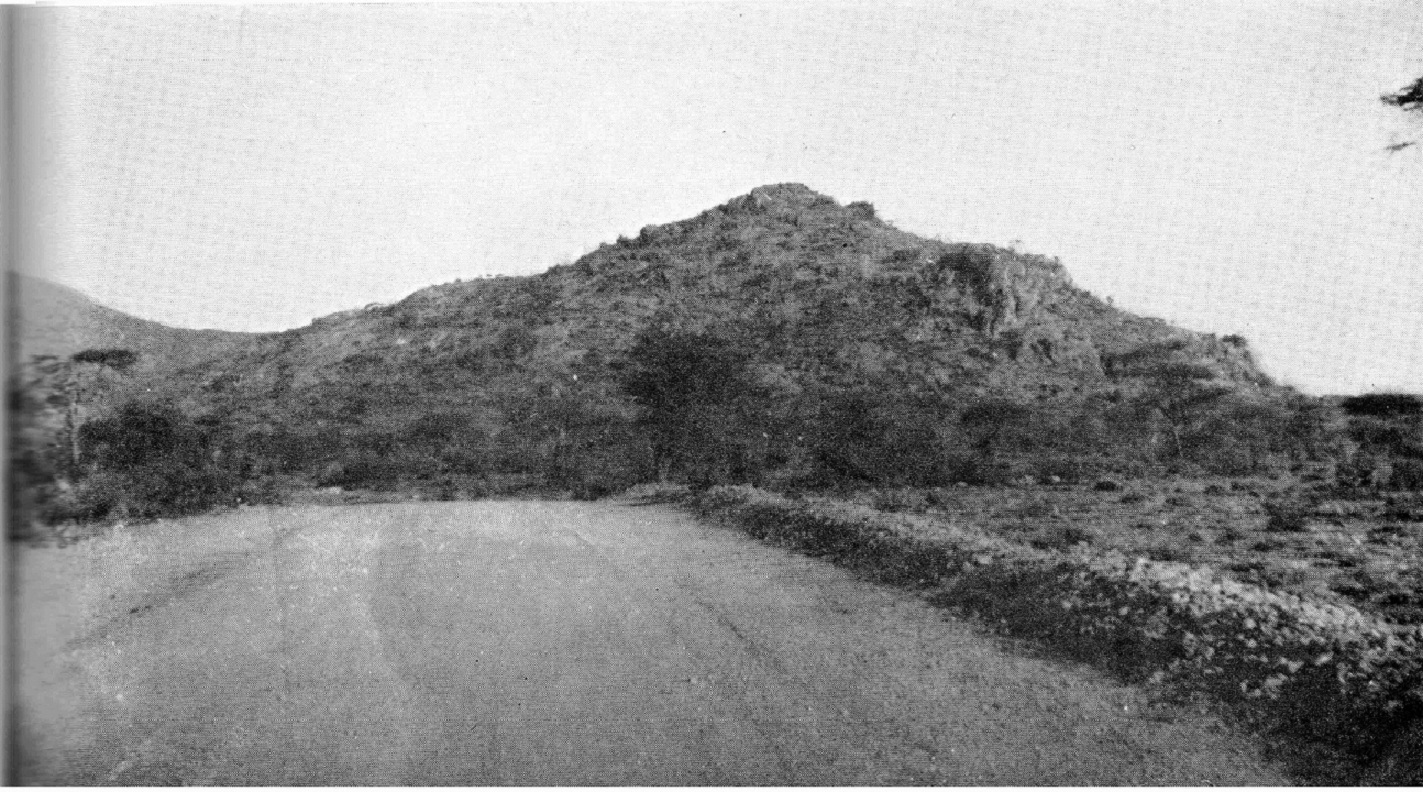
Przesmyk Tug Argan w 1954 roku

Od 7 do 8 sierpnia obrońcy otrzymali posiłki w postaci 1/2 Pułku Pendżabskiego i 2. batalionu Black Watch; do 10 sierpnia gen. de Simone zbliżył się do brytyjskich pozycji za przełęczą Tug Argan i przygotował atak. Droga z Hargejsy skręca na północ przez przełęcz Kerim do Tug Argan, a następnie na wschód między wzgórzami Assa na południu a wzgórzami i suchymi korytami rzek na północy. Przełęcz jest płaskim, kamiennym terenem z okazjonalnymi kolczastymi krzewami i kilkoma skalistymi wzgórzami oddalonymi od siebie o około 1800 do 2300 m, nazwanymi przez obrońców wzgórzami Black, Knobbly, Mill i Observation, z Castle Hill 3,2 km na wschód od Mill Hill.
Pozycje obronne zostały wzmocnione stanowiskami karabinów maszynowych i niewielką ilością drutu kolczastego. Były one niemożliwe do ominięcia i miały dobre pole obserwacji, ale przy tak małej ilości artylerii przewaga obrońców stawała się wątpliwa. Żołnierzy było po prostu zbyt mało, by szczelnie obsadzić linię obrony, a wzgórza znajdowały się na tyle daleko od siebie, że atakujący mogli przejść pomiędzy nimi; jedynie Castel Hill znajdowało się za pozostałymi szczytami ufortyfikowanych wzgórz, zapewniając niewielkie pole do utworzenia głębszej obrony. Przez przełęcz Mirgo, 13 km od Black Hill, i przełęcz Jerato na wzgórzach Assa przechodziło kilka tras wielbłądów, co dawało Włochom dalsze możliwości wykorzystania swojej przewagi liczebnej. Rankiem 9 sierpnia trzy włoskie myśliwce ostrzelały lotnisko w Berberze, ale znalazły tam tylko uszkodzonego Blenheima. Samoloty zostały ostrzelane przez obronę przeciwlotniczą, a australijski krążownik „Hobart” w porcie prowadził ogień ze swoich karabinów maszynowych Vickersa. Gladiator uszkodzony dzień wcześniej został zdemontowany i zabrany do Adenu. 10 sierpnia włoska kolumna północna dotarła do Zeili pomimo ostrzału z morza i bombardowań samolotów nadlatujących z Adenu; kolumna została ostatecznie zatrzymana, ponieważ opony jej pojazdów zostały uszkodzone przez nierówny teren.

### Bitwa o Tug Argan

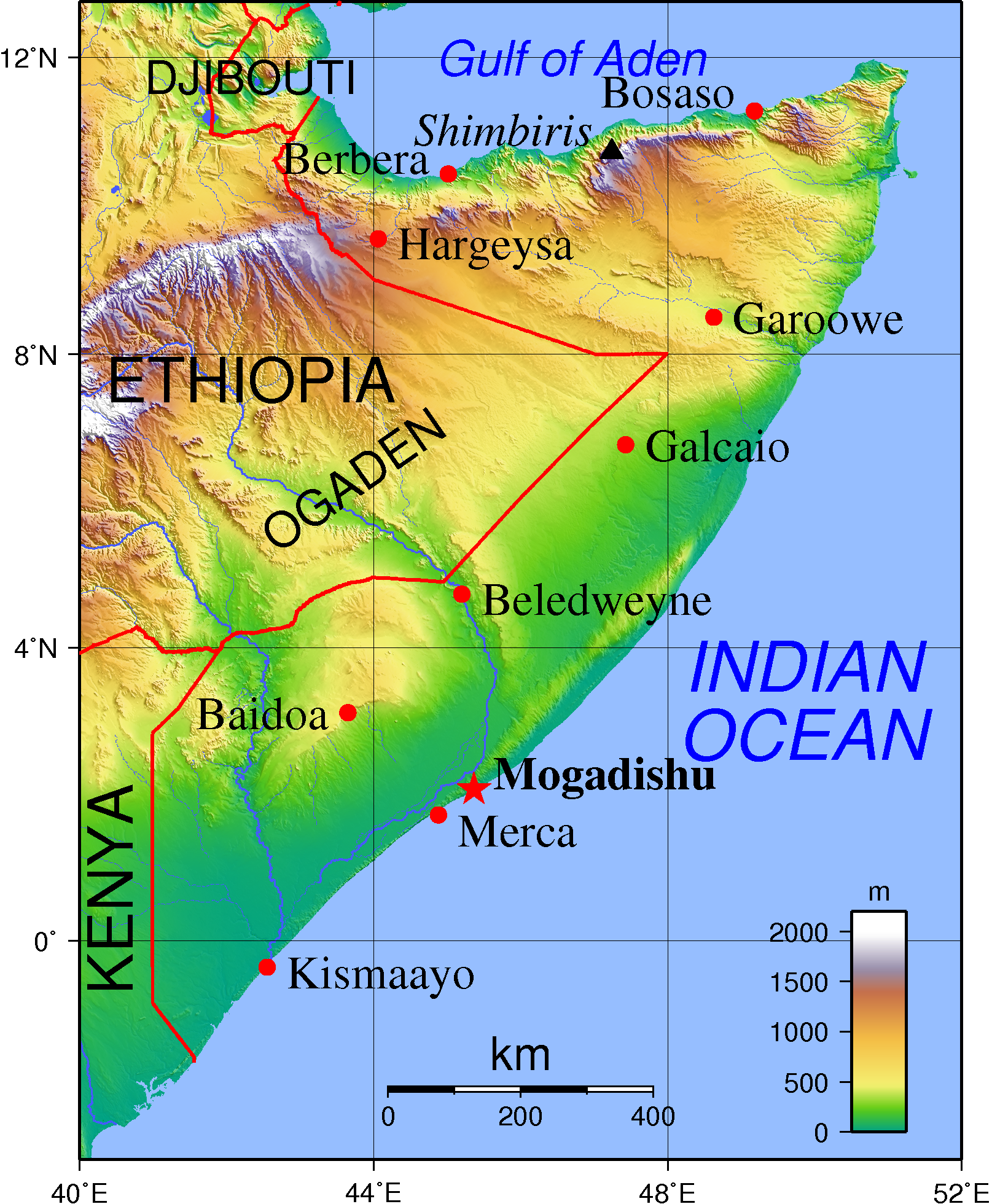
Współczesna mapa topograficzna Somalii przedstawiająca równinę przybrzeżną i górzyste wnętrze kraju

Australijczycy z „Hobarta” ze swoim działem Hotchkissa przybyli na Tug Argan o świcie 10 sierpnia, ale działo trzeba było zdemontować w celu załadowania, co zmniejszyło jego szybkostrzelność do jednego pocisku na pięć minut. Rozpoczęła się bitwa o Tug Argan, a kolejne dwa włoskie myśliwce CR.32 i CR.42 zostały przerzucone z Dire Dawy do zdobytej Hargejsy wraz z Ca.133 z 53° Squadriglia; natomiast pięć SM.79 przeniesiono z Addis Abeby do Dire Dawy. Wczesnym rankiem 8 Dywizjon wysłał trzy Blenheimy, by te zaatakowały z lotu nurkującego włoskich żołnierzy pod Tug Argan, jedna maszyna została uszkodzona przez CR.42. Po południu kolejne trzy Blenheimy zbombardowały wioskę Dubato; dwa z Blenheimów zderzyły się ze sobą w drodze powrotnej i uległy całkowitemu zniszczeniu. 11 sierpnia rano na przełęczy Godojere zaatakowało sześć Ca.133 i trzy SM.81, jeden SM.81 został strącony przez ostrzał z ziemi. Trzy CR.42 ostrzelały Laferuga, a SM.79 zbombardowały później pas startowy. Jeden Blenheim został zestrzelony przez wojska włoskie, ale brytyjskie raporty nie odnotowały żadnych strat.
11 sierpnia Włosi zbombardowali i zaatakowali zachodni kraniec wzgórz Assa z brygadą piechoty, wyparli broniącą się kompanię 3. batalionu 15 Pułku Pendżabskiego, a następnie odparli jej kontratak; natomiast ataki na wzgórza Mill i Knobbly nie powiodły się. O świcie kilka Blenheimów z 11 i 39 Dywizjonu z Adenu zbombardowało włoską artylerię wokół Darboruk, mierząc się z ostrzałem przeciwlotniczym, wtedy 11 Dywizjon Blenheimów został zaatakowany przez CR.42 i poniósł straty, kiedy próbował zrzucić wiadomości dla wojsk brytyjskich. Maszyna 39 Dywizjonu również została zaatakowana i awaryjnie wylądowała w Berberze. Około dwóch godzin później przybyły trzy Blenheimy z 39 Dywizjonu, aby powtórzyć atak, a lider formacji został zaatakowany przez CR.32 z 410° Squadriglia. Pilot trzeciego Blenheima zobaczył atak na samolot ze swojej formacji, zrzucił bomby i ostrzelał włoski myśliwiec. Ten zaatakował go od czoła, raniąc pilota i zabijając obserwatora. Pilotowi Blenheima udało się dotrzeć do Berbery i lądować awaryjnie; ranny w tej walce został również włoski pilot. Podczas ataku Blenheim MK IVF z 203 Dywizjonu patrolował Berberę i próbował przechwycić trzy SM.79, ale przerwał pościg, gdy trafienie w kokpit zraniło pilota i nawigatora. Włoskie samoloty zapewniały wsparcie naziemne przez cały dzień, sześć bombowców Ca.133 bombardowało Manderę i Laferug.
12 sierpnia wszystkie pozycje brytyjskie zostały zaatakowane jednocześnie, a wieczorem Mill Hill, najsłabiej ufortyfikowana z nich, została zdobyta po pokonaniu zdecydowanego oporu stawionego przez Pułk Północnorodezyjski. Dwie haubice ze wschodnioafrykańskich baterii lekkich haubic zostały zniszczone, a Włosi weszli na wzgórza Assa, zajmując południową stronę zbocza. 13 sierpnia obrońcy Knobbly Hill odparli kolejny atak, ale Włosi zinfiltrowali przełęcz Mirgo obok bronionych pozycji i zaatakowali konwój z wodą i amunicją, który zdołał przebić się na Castle Hill. 13 sierpnia włoskie samoloty skoncentrowały się na obszarze na wschód od Adadleh; przełęcz Jerato została zbombardowana przez Ca.233, a rozbite Blenheimy w Berberze dwukrotnie ostrzelane przez CR.32; jeden z nich przy drugim ataku został trafiony ogniem z broni ręcznej i zdołał wylądować na terytorium zajmowanym przez Brytyjczyków. Kolejne trzy SM.81 zostały przeniesione z Shashamane (na południe od Addis Abeby) do Dire Dawy. Włoskie ruchy oskrzydlające na przesmyku Tug Argan doprowadziły Brytyjczyków do rozpoczęcia odwrotu na Berberę. Jedenaście Wellesleyów z 223 Dywizjonu zostało wysłanych, aby wzmocnić siły RAF-u w Adenie.

14 sierpnia wzgórza Castle i Observation zostały zbombardowane z powietrza i ostrzelane przez włoską artylerię, ale atak na tę drugą pozycję ponownie nie powiódł się. Mussolini dał rozkaz Aoście: 

Przesuń wszystkie dostępne rezerwy do Somalii, aby ożywić operację. Nakaż współpracę całemu lotnictwu Imperium

Włoskie oddziały z zachodniej kolumny posuwające się wzdłuż wybrzeża w kierunku Berbery zostały zaatakowane z powietrza. Jeden bombowiec został zestrzelony, ale w dokumentach RAF-u ponownie nie odnotowano żadnych strat. SM.79 zaatakowały statki płynące z Bulharu, a trzy SM.81 i trzy Ca.133 zbombardowały fort w pobliżu przełęczy Godojere i wycofujące się wojska na drodze do bliskiej już Berbery. Ponadto trzy CR.32 zaatakowały transport drogowy w Laferug, Manderze i trasy do Berbery.
Na przesmyku Tug Argan kontratak dwóch kompanii 2. batalionu Królewskich Strzelców Afrykańskich na przełęcz Mirgo odniósł pewien sukces, ale ostatecznie został odparty przez Włochów. Włosi byli już blisko pozycji, z których mogli odciąć obrońców od ich jedynej linii zaopatrzeniowej. Włoska przewaga artyleryjska oznaczała, że bronione pozycje mogły być zdobywane fragmentarycznie. Po czterech dniach walk obrońcy byli zmęczeni i nie mieli za sobą lepszej pozycji, na którą mogliby się wycofać; próba utrzymania samej Berbery byłaby z góry skazana na porażkę. Godwin-Austen poinformował o sytuacji gen. Henry'ego Maitlanda Wilsona, generalnego dowódcę wojsk brytyjskich w Egipcie, stwierdzając, że dalszy opór pod Tug Argan byłby daremny i prawdopodobnie doprowadziłby do niepotrzebnej straty sił. Wavell został wezwany do Londynu i przybył tam 7 sierpnia, ale Wilson informował go o wydarzeniach w Afryce, sygnalizując swoją decyzję o zarządzeniu ewakuacji kolonii za kilka minut. Wavell przekazał to Churchillowi, który odpowiedział, że nie można zaradzić tej sytuacji, po czym Wavell wyjechał, by wrócić do Kairu. Jego zdaniem ewakuacja pozwoliłaby na ocalenie około 70 procent sił, ale w razie potrzeby obrońcy walczyliby dalej. Rano 15 sierpnia Godwin-Austen zasygnalizował swoje wnioski Wilsonowi, który nakazał mu wycofać się z Somali. Godwin-Austin planował powolny odwrót do Barkasanu, około 53 km od Berbery, a następnie do Nasiyeh, 27 km od portu. W ciągu trzech nocy zaokrętowano wszystkich cywilów, a następnie personel wojskowy; czas ten był determinowany przez monsun, który zwykle utrudniał dotarcie do statków w nocy i przed południem.

### Odwrót do Berbery

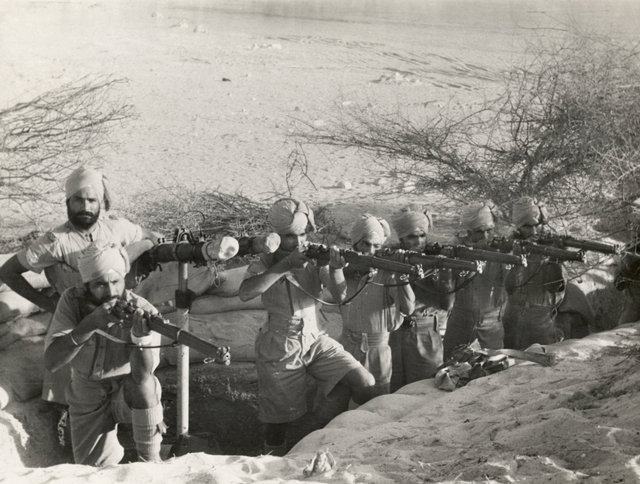
Indyjscy żołnierze na wybrzeżu w Berberze, sierpień 1940 roku

15 sierpnia włoskie bombowce kontynuowały loty bojowe w celu wsparcia swoich wojsk lądowych. Trzy Ca.133 zbombardowały cele wokół Laferug, a trzy SM.79 zaatakowały żołnierzy wokół Berbery. Sześć bombowców Blenheim Mk I przyleciało z Iraku, aby wzmocnić siły RAF-u w Adenie; gdy mijały wyspę Kamaran, pod ich formacją przeleciał samotny SM.81. Blenheimy zanurkowały w kierunku włoskiego bombowca i zestrzeliły go. Po wylądowaniu załogi przekazały swoje samoloty i następnego dnia wróciły do Iraku na transportowcach płynących do Bombaju. Po długim bombardowaniu Włosi zajęli Observation Hill, a nocą Pułk Północnorodezyjski wycofał się z Black, Knobbly i Castle Hill. 2. batalion Black Watch, dwie kompanie 2. batalionu Królewskich Strzelców Afrykańskich i elementy 1/2 Pułku Pendżabskiego utworzyły tylną straż w Barkasan na drodze do Berbery, około 16 km za Tug Argan, a pozostałe wojska wróciły do Nasiyeh.
Na tym etapie operacji włoskie lotnictwo skoncentrowało swoje działania przeciwko portowi w Berberze i o świcie dwa bombowce SM.81 zaatakowały statki w porcie, przy czym same zostały uszkodzone przez ogień przeciwlotniczy. Dwa SM.79 zbombardowały port w południe, a jeden został również trafiony przez ogień przeciwlotniczy. Trzeci włoski nalot trzema SM.79 napotkał na dwa Martiny Marylandy z lotnictwa Wolnych Francuzów działające w ramach 8 Dywizjonu RAF-u, które patrolowały Berberę. Jeden pilot Marylanda zgłosił zestrzelenie SM.79, lecz nie zostało to potwierdzone, ale wkrótce potem rzeczywiście znaleziono wypalony wrak włoskiego bombowca. Włoskie lotnictwo w Dire Dawie zostało wzmocnione przez dwa SM.79 z 44 Grupy, trzy CR.32 ze 411° Squadriglia w Addis Abebie i trzy SM.81 z Shashamanny.
Odwrót aliantów był ostrożnie śledzony przez Włochów, którzy 17 sierpnia zaatakowali obrońców pod Barkasanem. 2. batalion Black Watch dokonał kilku kontrataków i odparł siły włoskie, ale oskrzydlenie ich obrony było tylko kwestią czasu. Ewakuacja w Berberze przebiegła jednak sprawniej niż oczekiwano i Godwin-Austen był w stanie wycofać tylną straż w Nasiyeh, a gdy zapadła noc, sprowadzić do Berbery także tylną straż z Barkasan. Pięć Blenheimów zaatakowało utracone na rzecz Włochów lądowisko w Hargejsie, a pięć Ca.133 z eskortą dwóch myśliwców CR.32 zbombardowało brytyjską rezydencję w Sheikh. Jeden Blenheim z 39 Dywizjonu podczas lotu zwiadowczego został ostrzelany z ziemi i spadł do morza; załogę uratował krążownik HMS „Ceres”. Gdy włoska inwazja zbliżała się do końca, trzy SM.81 z 4 Grupy wróciły do Shashamanny, dwa z SM.79s z 44 Grupy odesłano do Addis Abeby, za to trzy kolejne SM.79s z 10° Squadriglia 28 Grupy przybyły z Libii ze śródlądowaniem w Gurze w Erytrei, po tym, jak 10° Squadriglia wymieniła na nie swoje SM.81s. W Adenie brytyjski 39 Dywizjon oddał dwa Blenheimy dla 11 Dywizjonu, tak że każdy miał po pięć sprawnych bombowców.

### Ewakuacja
Royal Navy zbudowała prowizoryczne molo w Berberze i przeprowadziła w pierwszej kolejności ewakuację urzędników cywilnych i administracyjnych; 16 sierpnia Brytyjczycy rozpoczęli zaokrętowanie wojsk . Już od 8 sierpnia trwały ataki Regia Aeronautica na brytyjskie statki w Zatoce Adeńskiej i Berberze, ale odniosły one niewielki skutek; HMAS „Hobart” został lekko uszkodzony w dwóch takich atakach, a statek pomocniczy „Chakdina” doznał uszkodzeń od odłamków bomb. 17 sierpnia włoska kolumna zachodnia w Bulharze, około 64 km na zachód od Berbery, została zaatakowana przez lekki krążownik „Ceres” i zatrzymana. Po zmroku straż tylna została wycofana do Berbery z minimalnymi stratami, a jej okrętowanie zostało zakończone we wczesnych godzinach porannych 18 sierpnia. Tego samego dnia o godz. 5:35 trzy Blenheimy z 11 Dywizjonu zbombardowały włoskie pojazdy w pobliżu Laferug i zostały przechwycone przez dwa CR.32 z 410° Squadriglia, które zestrzeliły jednego Blenheima. Załoga wyskoczyła na spadochronach, ale dwóch lotników zmarło w szpitalu z powodu oparzeń. Wkrótce po starcie Blenheimów, pięć Wellesleyów z 223 Dywizjonu przyleciało z wyspy Perim i zbombardowało włoskie lotnisko w Addis Abebie mimo złej pogody. Jeden CR.42 zdołał uszkodzić cztery Wellesleye, których załogi zgłosiły zniszczenie dwóch hangarów, uszkodzenie dwóch innych, zniszczenie czterech SM.79 na ziemi, uszkodzenie dwóch i zniszczenie osobistego samolotu księcia Aosty. Włoskie raporty wskazują na utratę jednego SM.79, S.75 i trzech Ca.133, a także uszkodzenie pojedynczych SM.79 i SM.81. W godzinach porannych zostały przeprowadzone dwa ataki na Berberę przez jednego SM.79; trzy SM.79 eskortowane przez dwa CR.42 zaatakowały wkrótce po południu, a włoskie myśliwce przegoniły Blenheima Mk IVF. Wojska włoskie pokonały drugą brytyjską pozycję obronną przed Berberą.
Przed wypłynięciem do Adenu na początku 19 sierpnia „Hobart” z kwaterą główną na pokładzie zatrzymał się, aby zebrać maruderów i dokończyć niszczenie budynków wojskowych, pojazdów, paliwa i magazynów, aby nie oddać ich Włochom. Holownik „Queen” był jedynym brytyjskim statkiem utraconym w czasie włoskiej inwazji. Marynarka zaokrętowała 7140 osób, w tym 5690 żołnierzy z pierwszej linii, 1266 cywilów i 184 chorych. Większość Somalijczyków z Korpusu Wielbłądziego została odesłana do domu, aby czekać na powrót Brytyjczyków, a wcześniejsze plany ich walki partyzanckiej zostały zarzucone. Z tych żołnierzy Somalijskiego Korpusu Wielbłądziego, którzy zostali zaokrętowani, sformowano jednostkę samochodów pancernych pod tą samą nazwą. Włosi praktycznie nie przeciwstawiali się ewakuacji, być może dlatego, że 15 sierpnia książę Aosty rozkazał gen. Nasiemu pozwolić Brytyjczykom odejść bez przeszkód, w nadziei na porozumienie pokojowe za pośrednictwem Watykanu. Ostatni nalot Comando Tattico dell Settore Aeronautica Ouest wykonały nad Berberą trzy SM.79; wkrótce potem brytyjskie samoloty z Adenu zaatakowały wojska włoskie, które tego wieczora zajęły miasto. Duża część Berbery stanęła w ogniu, a na lotnisku znaleziono wraki czterech, brytyjskich samolotów. Mussolini zaanektował Somali Brytyjskie do Włoskiej Afryki Wschodniej, jako część Imperium Włoskiego.

## Następstwa

### Analiza

Impero italiano zaznaczono kolorem czerwonym; maksymalny zasięg terenów opanowanych przez wojska włoskie zaznaczono na różowo

Włosi w trakcie inwazji wykazali się umiejętnością koordynowania działań kolumn oddzielonych od siebie wieloma kilometrami otwartej pustyni; siły pod dowództwem brytyjskim zachowały natomiast dyscyplinę podczas odwrotu i ocaliły większość swoich ludzi. Somali Brytyjskie zostało przyłączone do Włoskiej Afryki Wschodniej, a Mussolini chwalił się, że Włochy podbiły terytorium wielkości Anglii, dodając do siebie powierzchnię Somali Brytyjskiego, granicznych posterunków Karora, Gallabat, Kurmak i Kassala w Sudanie oraz Moyale i Buna w Kenii. Wiadomość o ewakuacji kolonii była szokiem dla brytyjskiej opinii publicznej, lecz gen. Wavell poparł Godwina-Austena, mówiąc, że ten dobrze ocenił sytuację. Brytyjczycy musieli unieruchomić i porzucić 350 pojazdów oraz większość swoich magazynów z powodu niemożliwości załadowania całego sprzętu i zapasów na statki morskie.
Od 5 do 19 sierpnia samoloty RAF-u z Adenu wykonały 184 loty bojowe i zrzuciły 61 ton bomb. Od 16 do 19 sierpnia RAF przeprowadził 12 lotów rozpoznawczych, 19 lotów bombowo-rozpoznawczych, 72 loty bombowe przeciwko włoskim wojskom i transportom zaopatrzenia oraz łącznie 36 lotów myśliwskich nad Berberą. Brytyjczycy dowiedzieli się, że nieodpowiednio chronione lądowiska mogą szybko stać się nie do utrzymania, pozostawiając bombowce lecące z Adenu bez ochrony przed atakiem z powietrza. Pomimo trwającej inwazji, konwój morski przepłynął Morze Czerwone na początku sierpnia, a inny konwój rozpoczął podróż 19 sierpnia pod eskortą 14 Dywizjonu Wellesleyów, gdy Blenheimy Mk IVF zajęły się Berberą. Po ewakuacji Brytyjczyków obie strony rozproszyły samoloty wysłane w celu wzmocnienia lokalnych jednostek, a CTSAO rozwiązano 26 sierpnia.
Winston Churchill skrytykował Wavella za utratę Somali Brytyjskiego; ze względu na nieliczne ofiary brytyjski premier pomyślał, że kolonia nie była wystarczająco broniona i domagał się wszczęcia oficjalnego śledztwa. Wavell odmówił współpracy i powiedział, że Godwin-Austen oraz Wilson przeprowadzili „podręcznikowy odwrót w obliczu przeważających sił wroga”. Wysłał też telegram do Churchilla, który zawierał charakterystyczne stwierdzenie: 

Wysokie straty (dosłownie: wysoki rachunek rzeźnika, ang. a big butcher’s bill) niekoniecznie byłyby dowodem na zastosowanie dobrej taktyki

Gen. John Dill, szef Imperialnego Sztabu Generalnego, powiedział Churchillowi, że na wieść o upadku Somali Brytyjskiego ogarnął go „większy gniew niż kiedykolwiek wcześniej”; incydent ten był początkiem końca dla kariery Wavella. W 2016 roku historyk Andrew Stewart napisał, że biorąc pod uwagę specyficzny charakter brytyjskich sił w kolonii, obrońcy stawiali dobry opór tak długo, jak się dało. Obrona Somali Brytyjskiego miała miejsce w tym samym czasie, co bitwa o Anglię, nie była więc celem priorytetowym. Churchill nie miał racji, potępiając Wavella i jego podwładnych, ale jako minister obrony i premier mógł narzucać swoją interpretację wydarzeń pokonanym generałom. Adolf Hitler nazwał ewakuację kolonii „ciężkim ciosem”, ale jednocześnie zauważył, że: 

Wszystko, co stracili Brytyjczycy, to przywilej utrzymywania drogiego garnizonu w ich najmniej wartościowej kolonii

Zdobycie Somali Brytyjskiego było największym sukcesem Włochów w kampanii wschodnioafrykańskiej, ale nie byli oni w stanie wykorzystać stworzonych przez siebie możliwości. Opóźnienia spowodowane ukształtowaniem terenu, pogodą i odwołaniem ostatecznego uderzenia włoskiej piechoty na port umożliwiły Brytyjczykom ucieczkę, pomimo improwizowanego charakteru zaokrętowania.

### Straty
W 1954 roku Ian Playfair, oficjalny historyk brytyjski, napisał, że Brytyjczycy stracili 260 ludzi w czasie inwazji i oszacował straty włoskie na 2052 ludzi. Siedem brytyjskich samolotów zostało zestrzelonych, a dziesięć poważnie uszkodzonych podczas czternastu dni walk. W 1988 roku Alberto Rovighi, oficjalny historyk włoski, napisał, że wojska włoskie straciły 465 zabitych, 1530 rannych i 34 zaginionych, w sumie 2029 żołnierzy, z których 161 było etnicznymi Włochami, a 1868 pochodziło z jednostek kolonialnych z Erytrei i Somalii. Somalijscy żołnierze sił nieregularnych walczący dla Brytyjczyków ponieśli podczas inwazji i okupacji ok. 2000 ofiar; zaś około 1000 Somalijczyków padło, walcząc po stronie włoskiej. W 1993 roku Harold Raugh napisał, że 38 żołnierzy brytyjskich zginęło, a 222 zostało rannych. W publikacji z 1996 roku Christopher Shores podał te same dane liczbowe dotyczące włoskich ofiar, co Maravigna i napisał, że RAF stracił siedem samolotów, a dziesięć zostało uszkodzonych. W 2007 roku Andrea Molinari odnotował 1995 ofiar włoskich i cztery samoloty zniszczone.

### Odznaczenia
Za obronę Somali Brytyjskiego przyznano jeden Krzyż Wiktorii. Otrzymał go kpt. Eric Charles Twelves Wilson z Pułku East Surrey za odwagę okazaną w czasie bitwy o Tug Argan.

### Odzyskanie Somali Brytyjskiego
16 marca 1941 roku Brytyjczycy rozpoczęli operację Appearance; dwa sikhijskie bataliony armii indyjskiej, które były częścią sił obronnych w sierpniu 1940 roku, wraz z somalijskim oddziałem komandosów wylądowały po obu stronach Berbery z transportowców eskortowanych przez HMS „Glasgow”, „Caledon”, „Kandahar” i „Kingston”. Inwazja Sikhów była pierwszym udanym desantem morskim aliantów w czasie II wojny światowej. Brytyjczycy odbili całe Somali Brytyjskie, a 8 kwietnia bryg. Chater ponownie został mianowany jego gubernatorem wojskowym.